# Librantice
Librantice – gmina w Czechach, w powiecie Hradec Králové, w kraju hradeckim. Według danych z dnia 1 stycznia 2013 liczyła 465 mieszkańców.